# Velataspis mimosarum
Velataspis mimosarum är en insektsart som först beskrevs av Cockerell 1903.  Velataspis mimosarum ingår i släktet Velataspis och familjen pansarsköldlöss. Inga underarter finns listade i Catalogue of Life.